# تترای مایایی
تترای مایایی (نام علمی: Hyphessobrycon compressus)، گونه‌ای تترا، متعلق به خانواده کاراسینان است. این شمالی‌ترین گونه در جنس Hyphessobrycon و همچنین گونه‌های آن است.

## ویژگی‌ها
تترای مایایی یک ماهی نقره‌ای با باله‌های شفاف است. آنها کمترین دوشکلی جنسی را نشان می‌دهند و نرها کمی تیره‌تر از ماده‌ها هستند. رنگ پایه باله پشتی سیاه است. طول این ماهی‌ها به ۴ تا ۴٫۵ سانتی‌متر (۱٫۶ تا ۱٫۸ اینچ) می‌رسد. شکل آن شبیه تترا فانتوم سیاه است، اگرچه از نظر ظاهری کمی لاغرتر است.

## پراکندگی و زیستگاه
تترای مایایی به عنوان ساکن حوضه رودخانه Papaloapan در جنوب مکزیک و همچنین بلیز و شمال گواتمالا شناخته شده‌است.
آنها در آبهای بین ۲۳ تا ۲۶ درجه سانتی‌گراد (۷۳ درجه تا ۷۹ درجه فارنهایت) زندگی می‌کنند. به عنوان یک ماهی بنتوپلاژیک، آنها دور از سطح آب زندگی می‌کنند.

## رژیم غذایی
به نظر می‌رسد تترای مایایی یک ماهی همه چیزخوار فرصت طلب است.